# セルジ・アルティミラ
セルジ・アルティミラ・クラベイ（Sergi Altimira Clavell、2001年8月25日 - ）は、スペイン・カタルーニャ州カルダデウ出身のサッカー選手。レアル・ベティス所属。ポジションはMF。

## クラブ経歴
FCバルセロナのカンテラで7年間サッカーを学んだが、2019年に放出されたため、提携先のCEサバデルへ入団した。
2023年1月31日、2023-24シーズンからヘタフェCFへ移籍することが決定した。そして7月6日、正式にヘタフェと4年契約を結んだが、シーズン開幕前の8月11日、5年契約でレアル・ベティスへ移籍したことが発表された。

## 人物
1990年代に国内の下部リーグでプレーし、現役引退後はジョゼップ・グアルディオラのテクニカルコーチとしてFCバルセロナに在籍していたアウレリ・アルティミラは実父である。